# Matronae Aviaitinehae
Die Aviaitinehae sind Matronen, die einzig durch einen römerzeitlichen Weihestein aus Haus Bürgel bei Düsseldorf überliefert sind.

## Auffindung und Inschrift
In den 1850er Jahren wurde der Stein in der Westwand der Maternus-Kapelle als Verbauung entdecket; dort im Umfeld des Gutshofs wurden zum Teil ebenfalls verbaute weitere Matronen- und Votivsteine, beziehungsweise Inschriftenträger gefunden (siehe Bildverlinkung unter Weblinks).

Der Stein (38 × 41 cm mit Blatt-Knospendekor an der rechten Schmalseite) wurde den Matronae Rumanehae in Gesellschaft mit den Aviaitinehae geweiht und wird zeitlich in den Kontext der übrigen „Rumanehae-Steine“ um das Jahr 200 n. Chr. gestellt. Die Inschrift ist in sechs Zeilen in üblicher Capitalis ausgelegt und beschädigt, besonders in Hinblick der Lesung des Namens der Aviaitinehae (Zeile 3–4) gab es in der älteren Forschung Abweichungen.

„Matronis / Rumnehis / item Aviaiti / nehis C(aius) Iul(ius) / [V]italis d(onum) d(edit)“

„Den Matronen Rumanehae ebenso den Aviaitinehae als Gabe [durch] Caius Iulius Vitalis“

Siegfried Gutenbrunner stellte die Sequenz der unsicheren Lesungen zusammen dar als: ITAMAVIATI, ITEM AVILAITI, FEM AVIAITI. Max Ihm las den Beinamen als „Maviaitinehae“; Kern beispielsweise las das inschriftliche i als l zur Lesart Aulaitinehis. Wissenschaftlich etabliert hat sich die heutige Lesart mit Wilhelm Brambach und mit Karl Zangemeister im CIL, als korrekt hat sich diese Lesung durch eine Autopsie durch Robert Nedoma bestätigt. Daher stellt sich die Lesung als AVIAIṬINEHIṢ (Dativ Plural) die I longa ist Teil des Diphthongs -ai-; das N und E des Suffix ist als Ligatur ausgeführt.

## Beiname und Deutung
Aufgrund der für Gutenbrunner unklaren Lesung der Beinamensequenz ließ er eine Etymologisierung und eine weiter eingehende Deutung offen.
Günter Neumann untersuchte die Form neu und konstruierte unter Abtrennung des Matronennamen-Suffix -nehae zunächst das Stammwort aviaiti- ein zweigliedriges Nominalkompositum mit einer -ti Bildung im zweiten Glied/Stamm. Für das Erstglied des Kompositums setzt er germ. *awi- = „Schaf“ an und vergleicht mit den Femininformen ahd. ou, mhd. ouwe. Des Weiteren mit Ortsnamen die den Stamm (awi-) zeigen, wie der Beleg aus dem 10. Jahrhundert Ouwiheim und fürs 11. Jahrhundert Owiperch.
Das Zweitglied stellt er zu germ. *aihti = „Besitz“ und die ti-Bildung zur Wurzel *aig- zu got. aihts, ahd. êht = „Herrenland“ sowie mit ae. aeht mit der Bedeutung unter anderen von „Besitztum an Land, Haus, Wohnsitz“ und „lebendes Eigentum“. Neumann leitet den Beinamen von einem Orts- oder Siedlungsnamen ab der übertragen die Bedeutung von „Grundbesitz, wo es (viele) Schafe gibt“ tragen könnte und stellt sein Ergebnis zum Ortsnamen aus dem 7. Jahrhundert Oxinvillare = „Dorf, das viele Ochsen hat“. In diesem Zusammenhang bemerkt er als Schwachpunkt, dass in Relation zu *aihti im Namenkatalog der althochdeutschen Phase keine Toponymbildungen mit êht findbar ist. Weiters weist er darauf hin, dass bei dieser Deutung der Name erstmals nicht von einer „Naturbezeichnung“ dessen Charakter eine Ortsnamenbildung bedingte, sondern „ein Terminus des Bodenrechts“ aufweisen würde.
Theo Vennemann setzt nach seinem strikten Ableitungssystem der mehrheitlichen Matronennamen von einem vorgermanischen (gallo-römischen) Ortsnamen auf Basis von Hydronymen ein Stammwort aus einem (unbelegten) doppelten Hydronym *Av-i-(a) und *At(-a) an. Er konstruiert Αv-i+Ait-in-eh-ae und bezieht ebenfalls nach Kerns Lesung ein *Au-l-(a) mit ein und vergleicht seine postulierten Stämme mit den in heutigen Ortsnamen wie unter anderen bei Euskirchen und Attendorn.
Nedoma wendet sich zuletzt gegen eine übliche topische Herleitung, um mit einer Neubestimmung, bezogen auf die Ergebnisse von Neumann und Vennemann, eine „glattere“ Lösung zu erzielen. Er stellt das Erstglied AVI- zu germanisch *awja und fasst es als Saṃprasārana-Form auf, das heißt, dass inschriftlich AVIAI- wird durch einen gegenseitigen Tausch des Vokals i gebildet. Daraus setzt er die Stammform *Awja-ai zu *Awi-ai an, das von der indogermanischen Verbalwurzel *h1eu̯H- = „helfen, fördern, Schützen“ ableitet. Er vergleicht als einzelsprachige, altgermanische Fortsetzungen mit den Belegen wie das (runen)urnordische ᚨᚢᛅᚨ = auja (Brakteat Seeland-II-C (IK 98, KJ 127)) mit der Bedeutung von „Glück, Hilfe, Schutz“ oder mit gotisch awi-liuþ, liud = „Dank, Danklied“. Des Weiteren mit altgermanische Personennamen wie ostgotisch Augis (Amalergenealogie) und voralthochdeutsch, runisch awimund. Aussergermanisch stellt Nedoma dazu das keltische Theonym Avicanto und zu altindisch, vedisch ávati = „Gefallen, Hilfe“. Ferner modifiziert er Neumanns -ti Bildung (*aiti) um eine n-Erweiterung zu *aihtīn mit derselben Bedeutung („Besitz“) zur Vollform *Awi-aihtīn („Glück-, Hilfe-, Schutzbesitz“) + Matronennamen-Suffix -eh-, -eih-. Nedoma setzt daher als Benennungsmotiv eine fördernde, schützende Funktion der Matronen an.